# مملكة كاباون
مملكة كاباون (بالإنجليزية: Kingdom of Cabaon)‏ كانت مملكة بربرية مستقلة بأقصى شمال غرب ليبيا الحالية. وهي دويلة ناشئة بعد انهيار المملكة المورية الرومانية.